# Ден Шор
Ден Шор (англ. Dan Shor; 16 листопада 1956) — американський актор.

## Біографія
Ден Шор народився 16 листопада 1956 року в місті Нью-Йорк, США. Навчався середній школі Елізабет Ірвін (англ. Elisabeth Irwin High School) в Нью-Йорку, яку закінчив у червні 1974 року. Вчився в Університеті Каліфорнії.
Знімався у таких фільмах, як «Мудра кров» (1979), «Трон» (1982), «Схід «Чорного Місяця»» (1986), «Неймовірні пригоди Білла і Теда» (1989), «На захід від червоної скелі» (1993), «Літак президента» (1997).

## Фільмографія

### Актор
| Рік       |    | Українська назва                           | Оригінальна назва                       | Роль                       |
| --------- | -- | ------------------------------------------ | --------------------------------------- | -------------------------- |
| 1978      | с  |                                            | Once Upon a Classic                     | Кларенс / сер Параграф     |
| 1979      | ф  | Мудра кров                                 | Wise Blood                              | Енох Еморі                 |
| 1979      | тф | Стадс Лоніган                              | Studs Lonigan                           | молодий Стадс              |
| 1979      | тф | Дружній вогонь                             | Friendly Fire                           |                            |
| 1980      | тф | Якщо все було інакше                       | If Things Were Different                | Ерік                       |
| 1980      | тф | Хлопець, який занадто багато випив         | The Boy Who Drank Too Much              | Арт Коллінс                |
| 1980      | тф | Шепіт янголів                              | A Rumor of War                          | Менгол                     |
| 1981      | с  | Тиха пристань                              | Knots Landing                           | Боббі                      |
| 1981      | ф  | Польові дороги                             | Back Roads                              | Спайві                     |
| 1981      | ф  | Мертві діти                                | Strange Behavior                        | Піт Брейді                 |
| 1982      | ф  | Трон                                       | TRON                                    | Рам / Попкорн співробітник |
| 1982      | тф | Сині та сірі                               | The Blue and the Gray                   | Люк Гейзер                 |
| 1983      | ф  | Дивні загарбники                           | Strange Invaders                        | хлопець у пролозі          |
| 1983      | ф  | Поцілунок незнайомця                       | Strangers Kiss                          | Ферріс, продюсер           |
| 1983      | тф | Ця дівчина по найму                        | This Girl for Hire                      | Панк                       |
| 1984      | тф | Таємне життя моєї матері                   | My Mother's Secret Life                 | Джек Камарас               |
| 1984      | ф  | Говори зі мною                             | Talk to Me                              | Джуліан Говард             |
| 1984      | ф  | Убивство Майка                             | Mike's Murder                           | Річард                     |
| 1985—1986 | с  | Кегні та Лейсі                             | Cagney & Lacey                          | детектив Іона Ньюман       |
| 1985      | ф  | Зачарована                                 | Mesmerized                              | Джордж                     |
| 1986      | ф  | Схід «Чорного Місяця»                      | Black Moon Rising                       | Біллі Лайонс               |
| 1988      | ф  | Татусеві хлопчики                          | Daddy's Boys                            | Гоук                       |
| 1988      | с  | Вона написала вбивство                     | Murder, She Wrote                       | Пірс                       |
| 1989      | с  | Красуня і чудовисько                       | Beauty and the Beast                    | Берні Спірко               |
| 1989      | с  | Зоряний шлях: Наступне покоління           | Star Trek: The Next Generation          | доктор Аррідор             |
| 1989      | ф  | Неймовірні пригоди Білла і Теда            | Bill & Ted's Excellent Adventure        | Біллі Кід                  |
| 1989      | ф  | Тридцять з чимось                          | thirtysomething                         | Кіт                        |
| 1990      | ф  | Сонячна криза                              | Solar Crisis                            | Гарвард                    |
| 1991      | в  | Гобліни 3: Гобліни відправляються в коледж | Ghoulies III: Ghoulies Go to College    | професор                   |
| 1993      | тф | Елвіс і полковник: Нерозказана історія     | Elvis and the Colonel: The Untold Story | Джесс                      |
| 1993      | ф  | Допельгангер                               | Doppelganger                            | Стенлі Вайт                |
| 1993      | ф  | На захід від червоної скелі                | Red Rock West                           | заступник Расс Боуман      |
| 1993      | с  |                                            | Against the Grain                       | шериф                      |
| 1996      | с  | Зоряний шлях: Вояжер                       | Star Trek: Voyager                      | Аррідор                    |
| 1997      | ф  | Літак президента                           | Air Force One                           | помічник                   |
| 1999      | ф  | Нічний потяг                               | Night Train                             | Джонс                      |
| 2000      | с  | Справедлива Емі                            | Judging Amy                             | Деніел Бойд                |
| 2002      | с  | Цілком таємно                              | The X Files                             | санітар 2                  |
| 2004      | ф  | Божевільні сусіди                          | Roomies                                 | бармен                     |
| 2007      | тф | Мета Америки: історія Сайпана              | Looking for America: A Saipan Story     | Сергій                     |
| 2009      | кф | Проходячі незнайомці                       | Passing Strangers                       | фотограф                   |
| 2011      | кф | Трон: Наступний день                       | Tron: The Next Day                      | Рой Рам Клейнберг          |
| 2011      | кф | Мій ангел, мій герой                       | My Angel My Hero                        | батько Міри                |

### Режисер, сценарист
| Рік  |    | Українська назва              | Оригінальна назва                   | Роль               |
| ---- | -- | ----------------------------- | ----------------------------------- | ------------------ |
| 2007 | тф | Мета Америки: історія Сайпана | Looking for America: A Saipan Story | режисер, сценарист |
| 2011 | кф | Мій ангел, мій герой          | My Angel My Hero                    | співрежисер        |